# NCT 2020 RESONANCE Pt. 1
『NCT 2020 RESONANCE Pt. 1』（エヌシーティー ニゼロニゼロ レゾナンス パートワン）は、韓国のボーイズグループ・NCTの2作目のアルバム。2020年10月12日にDreamusより発売された。

## 概要
- アルバム名『NCT 2020 RESONANCE Pt. 1』には「音楽で共鳴（RESONANCE）し、シナジー（相乗効果）を生む」というメッセージが込められている[7]。
- 23人のメンバーが参加した。
- 2019年にデビューしたWayVのシャオジュン・ヘンドリー・ヤンヤンと、本アルバムより加入した新メンバーのショウタロウとソンチャンの5人が初参加している[8]。
- 「Make A Wish (Birthday Song)」と「From Home」のダブルタイトル曲で構成されている。
- 2018年にNCT DREAMから卒業したマークが、本アルバムの収録曲「Deja Vu」より、グループに復帰した。
- 2020年10月18日、121万枚の売り上げを突破し、リリースから1週間でミリオンセラーを達成した[9]。国内のリアルタイムアルバムチャートでは集計されない中国・アメリカなどの海外でも400,470枚を売り上げた[10]。

## プロモーション

### 予告編
- 9月22日、23人のメンバーが出演した紹介映像「NCT 2020 YearParty」が公開された[11]。
- 9月23日、「NCT 2020」プロジェクトを紹介するライブイベント「WISH 2020」を開催した[12]。

### ミュージックビデオ
- 10月8日、NCT DREAM「Deja Vu」トラックビデオを公開した。
- 10月9日、NCT U「Misfit」トラックビデオを公開した。
- 10月12日、タイトル曲「Make A Wish (Birthday Song)」ミュージックビデオを公開した。
- 10月19日、タイトル曲「From Home」ミュージックビデオを公開した。

### アレンジバージョン
- 12月17日、リミックスバージョン「iScreaM Vol. 6 : Make A Wish / 90's Love Remix」が公開された[13]。「Make A Wish (Birthday Song)」のリミックスにはWukiが、「90's Love」のリミックスにはSQUARが参加した。
- 2021年8月12日、タイトル曲「Make A Wish (Birthday Song)」オーケストラバージョンが発売された[14]。SM傘下のクラシック専門レーベル・SM Classics所属の作曲家のカン・ハンメが編曲し、SM Classics TOWN Orchestraの団員50人が演奏した。
- 2024年12月11日、新たなリミックスバージョン「Make A Wish (Birthday Song) [yunji Remix]」をリリース。SM傘下のダンスミュージックレーベル・ScreaM Recordsのコンピレーションアルバム『K-POP ScreaM 1』に収録されている[15]。

## 参加メンバー
| - テイル - ジャニー - テヨン - ユウタ - クン - ドヨン - テン - ジェヒョン | - ウィンウィン - ジョンウ - ルーカス - マーク - シャオジュン（初） - ヘンドリー（初） - ロンジュン - ジェノ | - ヘチャン - ジェミン - ヤンヤン（初） - ショウタロウ（初） - ソンチャン（初） - チョンロ - チソン |

【計23人】

## チャート成績
- ガオンチャートのアルバムランキングで週間1位、10月の月間1位を獲得した[16][17]。
- Billboard 200で初登場6位を記録し[6]、9週チャートインを果たした[18]。Artist 100では、3位を記録した[19]。
- 米ビルボードのワールドアルバムチャートでは2位、トップアルバムセールス、トップカレントアルバムセールスチャートでは3位にランクインした[20]。
- オリコン週間アルバムランキングで2位を記録した[19]。
- 2020年10月31日、世界アルバム売上集計サイトのメディアトラフィックが発表するユナイテッドワールドチャートで1位を記録した[21]。
- 米国、日本など32の国と地域のiTunesのトップアルバムチャートで１位を獲得した[7]。
- 米ビルボードによると、2021年上半期アメリカで最も多く販売されたフィジカルアルバム8位にランクインした[18]。

## 受賞・評価
- 第5回Asia Artist Awards「大賞（今年のアルバム賞）」受賞[22]
- 第35回ゴールデンディスク賞「本賞（アルバム部門）」受賞[22]
- DAZED「The 40 Best K-pop Songs of 2020」選出（「Make A Wish (Birthday Song)」）[23]

## 収録曲
1. Make A Wish (Birthday Song) [3:50] / NCT U
  - 作詞：페노메코 (PENOMECO)、DAMIAN (다미안)
  - 作曲：Bobii Lewis、Karen Poole、Sonny J. Mason
  - 編曲：Sonny J. Mason
  - 参加メンバー：テヨン、ドヨン、ジェヒョン、ルーカス、シャオジュン、ジェミン、ショウタロウ

タイトル曲。口笛のリフが印象的なヒップホップダンスナンバー。
2. Misfit [3:37] / NCT U
  - 作詞：Rick Bridges、황유빈
  - 作曲：Emile Ghantous、Keith Hetrick、Jordan Benjamin、Steve Daly、Alex Tanas、Mark Pellizzer、Victor Manzano
  - 編曲：Emile Ghantous、Keith Hetrick、Steve Daly、Alex Tanas、Mark Pellizzer
  - 参加メンバー：ジャニー、テヨン、マーク、ヘンドリー、ジェノ、ヤンヤン、ソンチャン
3. Volcano [3:50] / NCT U
  - 作詞：조윤경
  - 作曲：Mike Daley、Mitchell Owens、Nicole “Kole” Cohen、Adrian Mckinnon
  - 編曲：Mike Daley、Mitchell Owens
  - 参加メンバー：テヨン、ドヨン、ジェヒョン、ウィンウィン、ジョンウ、ルーカス、マーク

NCT U「BOSS」と同じメンバーが参加した。
4. Light Bulb（백열등; 白熱灯）[4:00] / NCT U
  - 作詞：KENZIE（英語版）、김동현
  - 作曲：KENZIE、Jonathan Yip、Ray Romulus、Jeremy Reeves、Ray McCullough、김동현
  - 編曲：KENZIE、The Stereotypes
  - 参加メンバー：テヨン、クン、ドヨン、ソンチャン
5. Dancing In The Rain [3:36] / NCT U
  - 作詞：지유리 (JamFactory)、진리 (Full8loom)、JAEHYUN
  - 作曲：Simon Petrén、Andreas Öberg、Ninos Hanna
  - 編曲：Simon Petrén
  - 参加メンバー：テイル、ジャニー、ユウタ、クン、ジェヒョン、ジョンウ、シャオジュン、チョンロ
6. Interlude: Past to Present [1:12] / NCT U
  - 作曲：Royal Dive
  - 編曲：Royal Dive
7. Deja Vu; 舞代路（무대로; ステージで） [3:29] / NCT DREAM
  - 作詞：김민지 (Jam Factory)
  - 作曲：Jonatan Gusmark、Ludvig Evers、Cazzi Opeia、Bobii Lewis
  - 編曲：Moonshine
  - アーティスト：NCT DREAM
8. Nectar（月之迷）[3:20] / WayV
  - 作詞：吕易秋 (Lyu Yiqiu)
  - 作曲：David Wilson、Mike Daley、Douglas Paul Martung
  - 編曲：dwilly、Mike Daley、Douglas Paul Martung
  - アーティスト：WayV
9. Music, Dance [3:57] / NCT 127
  - 作詞：KENZIE
  - 作曲：KENZIE、Mike Daley、Mitchell Owens、Adrian Mckinnon
  - 編曲：Mike Daley、Mitchell Owens
  - アーティスト：NCT 127
10. Faded In My Last Song（피아노; ピアノ）[3:37] / NCT U
  - 作詞：최지애 (JamFactory)
  - 作曲：Jack Brady、Jordan Roman、Britt Burton、j.Que、Aaron Berton、Andrew Hey、Sam Ramirez、Harvey Mason Jr.
  - 編曲：The Wavys、Harvey Mason Jr.
  - 参加メンバー：テイル、ジャニー、ユウタ、テン、ルーカス、ロンジュン、ヘチャン、チソン
11. From Home [4:21] / NCT U
  - 作詞：밍지션 (minGtion)、JUNNY (주니)、王靖云 (Jenny Wang)、Natsumi Kobayashi
  - 作曲：밍지션 (minGtion)、JUNNY (주니)
  - 編曲：밍지션
  - 参加メンバー：テイル、ユウタ、クン、ドヨン、ロンジュン、ヘチャン、チョンロ

タイトル曲。メンバーの母語である韓国語（テイル、ドヨン、ヘチャン）・中国語（クン、ロンジュン、チョンロ）・日本語（ユウタ）で歌う。
12. From Home (Korean Ver.) [4:20] / NCT U
  - 作詞：밍지션 (minGtion)、JUNNY (주니)
  - 作曲：밍지션 (minGtion)、JUNNY (주니)
  - 編曲：밍지션
  - 参加メンバー：テイル、ユウタ、クン、ドヨン、ロンジュン、ヘチャン、チョンロ
13. Make A Wish (Birthday Song) [English Ver.] [3:50] / NCT U
  - 作詞：Bobii Lewis、Karen Poole、Sonny J. Mason
  - 作曲：Bobii Lewis、Karen Poole、Sonny J. Mason
  - 編曲：Sonny J. Mason
  - 参加メンバー：テヨン、ドヨン、ジェヒョン、ルーカス、シャオジュン、ジェミン、ショウタロウ

## NCT 2020 RESONANCE Pt. 2

### 概要
- 2ndアルバム『NCT 2020 RESONANCE Pt. 1』に「90's Love」「Raise The Roof」「My Everything」「Interlude: Present to Future」「Work It」「All About You」「I.O.U」「Outro: Dream Routine」の8曲が追加されている。
- 「90's Love」と「Work It」のダブルタイトル曲で構成されている。
- 『NCT 2020 RESONANCE Pt. 1』と『NCT 2020 RESONANCE Pt. 2』で計268万枚余りの売り上げを記録し、ダブルミリオンセラーを達成した。
- ガオンチャートアルバムランキングで週間1位を獲得した[27]。

## 収録曲（NCT 2020 RESONANCE Pt. 2）
1. 90's Love [3:35] / NCT U
  - 作詞：KENZIE（英語版）
  - 作曲：Jia Lih à Alex Jia Lih Hiew、Jeremy “Tay” Jasper、Jayden Henry、Adrian Mckinnon、Jordain Johnson、Maurice Moore、Timothy 'Bos' Bullock、Hautboi Rich
  - 編曲：Jia Lih à Alex Jia Lih Hiew
  - 参加メンバー：テン、ウィンウィン、マーク、ジェノ、ヘチャン、ヤンヤン、ソンチャン

タイトル曲。オールドスクール感性満載のヒップホップダンス曲。
2. Misfit / NCT U
3. Raise The Roof [3:37] / NCT U
  - 作詞：KENZIE、Jakob Dorof
  - 作曲：Sonny J Mason、Bobii Lewis、Karen Poole
  - 編曲：Sonny J Mason
  - 参加メンバー：テイル、ジャニー、ユウタ、クン、ジョンウ、ヘンドリー、ロンジュン、チョンロ、チソン
4. Volcano / NCT U
5. Light Bulb（백열등; 白熱灯）/ NCT U
6. Dancing In The Rain / NCT U
7. My Everything [3:42] / NCT U
  - 作詞：Jisoo Park (153/Joombas)
  - 作曲：Jisoo Park (153/Joombas)、정윤 (153/Joombas)
  - 編曲：정윤 (153/Joombas)
  - 参加メンバー：テイル、シャオジュン、ロンジュン
8. Interlude: Past to Present / NCT U
9. Make A Wish (Birthday Song) / NCT U
10. Deja Vu; 舞代路（무대로; ステージで）/ NCT DREAM
11. Nectar（月之迷）/ WayV
12. Music, Dance / NCT 127
13. Faded In My Last Song（피아노; ピアノ）/ NCT U
14. From Home / NCT U
15. From Home (Korean Ver.) / NCT U
16. Make A Wish (Birthday Song) [English Ver.] / NCT U
17. Interlude: Present to Future [1:22] / NCT U
  - 作曲：IMLAY
  - 編曲：IMLAY
18. Work It [2:56] / NCT U
  - 作詞：KENZIE
  - 作曲：KENZIE、Mike Daley、Mitchell Owens、Wilbart 'Vedo' McCoy III
  - 編曲：Mike Daley、Mitchell Owens
  - 参加メンバー：ジャニー、ユウタ、テン、ジョンウ、ヘンドリー、ジェミン、チソン

タイトル曲。軽快なエレクトロニックダンスナンバー。
19. All About You [3:35] / NCT U
  - 作詞：임가인 (JamFactory)
  - 作曲：Zayson
  - 編曲：Zayson
  - 参加メンバー：ジェヒョン、ジョンウ、マーク、ヘンドリー、ショウタロウ、ソンチャン、チョンロ
20. I.O.U [3:42] / NCT U
  - 作詞：김부민、Rick Bridges
  - 作曲：Hitchhiker、김부민、Charles 'Chizzy' Stephens III、Christopher Newland
  - 編曲：Hitchhiker
  - 参加メンバー：テヨン、クン、ドヨン、ヤンヤン、ショウタロウ、チョンロ、チソン
21. Outro: Dream Routine [0:50] / NCT U
  - 作曲：KENZIE、Dem Jointz、Keynon "KC" Moore
  - 編曲：KENZIE、Dem Jointz、라이언 전

## RESONANCE

### 概要
- 『NCT 2020 RESONANCE Pt. 1』『NCT 2020 RESONANCE Pt. 2』に収録されている「Make A Wish (Birthday Song)」「90's Love」「Work It」「Raise The Roof」の4曲が組み合わされた曲である[28]。
- 2020年12月3日にミュージックビデオが公開された。
- 23人のメンバーが歌唱している。

### 収録曲
1. RESONANCE
  - 作詞：KENZIE（英語版）、페노메코 (PENOMECO)、DAMIAN (다미안)、Jakob Dorof
  - 作曲：KENZIE、Sonny J. Mason、Bobii Lewis、Karen Poole、Jeremy “Tay” Jasper、Adrian Mckinnon、Maurice Moore、Jia Lih à Alex Jia Lih Hiew、Jayden Henry、Wilston Jordain Johnson、Timothy 'Bos' Bullock、Hautboi Rich、Mike Daley、Mitchell Owens、Wilbart “Vedo” McCoy III
  - 編曲：KENZIE、Sonny J. Mason